# Eileen Ryan
Eileen Ryan (New York, 16 oktober 1927 – Malibu (Californië), 9 oktober 2022) was een Amerikaanse actrice en de vrouw van acteur en regisseur Leo Penn. Tevens was ze moeder van drie zonen: acteurs Sean Penn en Chris Penn (1965-2006), alsook zanger Michael Penn en schoonmoeder van Aimee Mann.
Ze overleed op 94-jarige leeftijd, een week voor haar 95e verjaardag.

## Filmografie
- Gemeinsame Normdatei: 1061813215
- International Standard Name Identifier: 0000 0000 5387 5100
- Library of Congress Control Number: no2004044086
- Nationale Bibliotheek van Israël: 987007388038105171
- Virtual International Authority File: 48937794
- WorldCat: E39PBJjHj4CrBKyGCVvxd9PbBP